# Comocladia dodonaea
El chicharrón, carrasco o maíz tostado (Comocladia dodonaea) es un pequeño árbol de la familia Anacardiaceae.

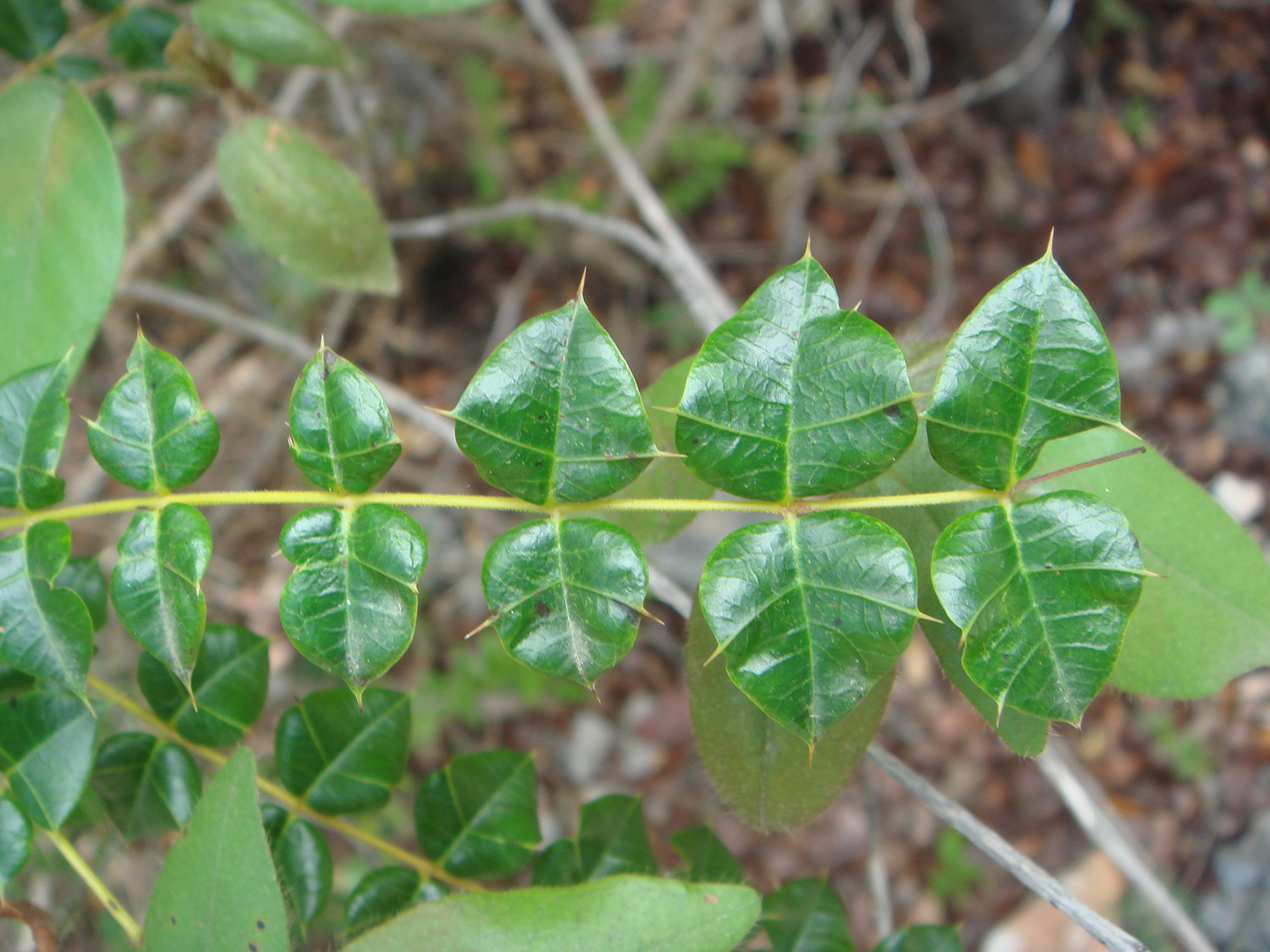
Detalle de las hojas

## Descripción
Pequeño árbol espinoso de zonas abiertas y malezas en bosques secos y colinas. Alcanza 3 metros de altura con tronco esbelto y escasas ramas. Las hojas pinnadas son compuestas de 11 a 21 folíolos anchos, algunas de color rojizo, arrugadas. Estos tienen tres espinas, una en el ápice y una en cada lado. Las flores diminutas rojas oscuras se producen a lo largo de un eje. La fruta carnosa elíptica es de color rojo anaranjado. Florece en el invierno y primavera y madura los frutos en la primavera y el verano. La savia de las hojas, corteza y ramas son venenosas para la piel de muchas personas. El contacto con las hojas espinosas de esta planta produce una fuerte irritación que persiste por varios días, aún con tratamiento. Lo mismo ocurre con el guao o carrasco (Comocladia glabra), otra planta del mismo género. El jugo celular de estas especies es muy cáustico y puede emplearse en lugar del nitrato de plata para destruir verrugas. Reportan casos de personas afectadas por el solo hecho de pasar cerca de la planta, al alcance de los vapores que emite la savia al reaccionar con el calor. De ahí surgió la superstición de que hasta la sombra de esta planta afecta a las personas.

## Distribución
Muy común en el Bosque Estatal de Guánica cerca de la costa en Puerto Rico.

## Taxonomía
Comocladia dodonaea fue descrita por (L.) Britton y publicado en Symbolae Antillanae seu Fundamenta Florae Indiae Occidentalis 4: 360. 1910.
Sinonimia
- Comocladia angulosa Willd.
- Comocladia ilicifolia Sw.
- Comocladia tricuspidata Lam.
- Dodonaea tricuspidata Pritz.
- Ilex dodonaea L.[4]